# Przykład paradygmatyczny
Przykład paradygmatyczny (przykład reprezentatywny, przykład oświetlający, reprezentacja enaktywna dowodu) – przykład dobrany w ten sposób, że ujęty problemowo, przyjmuje postać dowodu czynnościowego, tzn. polegającego na wykonywaniu pewnych czynności konkretnych połączonych z prowadzeniem rozumowania poglądowego stanowiącego manipulacyjną wersję formalnego dowodu matematycznego. Można to interpretować jako izomorficzne przedstawienie formalnego dowodu twierdzenia matematycznego w sytuacji poglądowo-intuicyjnej. Pomimo swej poglądowości (która często oznacza coś nieścisłego, nienaukowego, mającego wyłącznie wartość heurystyczną), przykład paradygmatyczny stanowi element rozumowania dedukcyjnego, które jest precyzyjne. Warunkiem koniecznym uznania przykładu za paradygmatyczny, jest zdawanie sobie sprawy przez rozwiązującego przykładowe zadanie z reprezentatywności tego rozwiązania.
Zdaniem H. Wintera, ważne znaczenie przykładu paradygmatycznego w dowodzeniu szkolnym wynika stąd, iż każde wnioskowanie dedukcyjne ma sens, gdy jest oparte na intuicji. Dowodzenie nie oznacza porzucenia doświadczeń konkretnych (takich jak np. obserwacja, mierzenie czegoś), lecz stanowi wzmocnienie działań. Stosowanie przykładów reprezentatywnych nie oznacza jednak upraszczania rozumowań. W przykładach tych nadal stosowany jest naukowy rygor, niedopuszczający do sytuacji takich jak np. zwodniczość spostrzegania (np. złudzenia geometryczne), niedoskonałość mierzenia oraz nieuzasadnione korzystanie z analogii.
Jeśli przykład paradygmatyczny opiera się na fizycznym materiale konkretnym (np. klocki, liczmany), to nazywa się go środkiem poglądowym. Środki poglądowe szybko przestają być potrzebne, ponieważ skutecznie prowadzą ucznia do swobodnego działania w abstrakcji.

## Przykład przykładu paradygmatycznego
Prawo monotoniczności dodawania można odkryć poprzez opowiedzenie konkretnej historii, np.: „jeśli Adam jest młodszy od Jacka, to za kilka lat nadal będzie tak samo”. Ta konkretna sytuacja odpowiada formalnemu rozumowaniu matematycznemu: „jeśli Adam ma {\displaystyle a} lat, a Jacek ma {\displaystyle b} lat oraz {\displaystyle a<b,} to po upływie {\displaystyle c} lat, Adam nadal będzie młodszy od Jacka, czyli {\displaystyle a+c<b+c}”.